# Asticta plumbea
Asticta plumbea là một loài bướm đêm trong họ Erebidae.